# Gentiana sichitoensis
Gentiana sichitoensis är en gentianaväxtart som beskrevs av Marquand. Gentiana sichitoensis ingår i släktet gentianor, och familjen gentianaväxter. Inga underarter finns listade i Catalogue of Life.